# Гноун, Элизабетт
Эли́забетт Гно́ун (итал. Elisabetta Gnone; род. 13 апреля 1965, Генуя, Лигурия, Италия) — итальянская художница-карикатуристка, комиксистка, писательница, журналистка.
Создательница серии комиксов W.I.T.C.H. С 2004 по 2006 год по мотивам комиксов транслировался одноимённый французский мультсериал «Чародейки».

## Биография
Родилась 13 апреля 1965 года в Генуе, Италия. Журналистка с 1992 года. С начала 1990-х годов активно сотрудничает с компанией «Дисней». Написала трилогию романов для детей «Дуб Феи» (англ. «Fairy Oak»).

## Список произведений
- «Il segreto delle gemelle» (2005)
- «L’incanto del buio» (2006)
- «Il potere della luce» (2007)
- «Capitan Grisam e l’AMORE» (2008)
- «Gli incantevoli giorni di Shirley» (2009)